# پوکر فیس (فیلم)
پوکر فیس (انگلیسی: Poker Face) یک فیلم دلهره‌آور آمریکایی به کارگردانی راسل کرو است که در سال ۲۰۲۲ منتشر شد.

## گزیدهٔ بازیگران
- راسل کرو
- لیام همسورث
- رزا
- ادن یونگ
- مت نیبل
- ژاکلین مک‌کنزی
- السا پاتاکی
- جک تامپسون